# Rallicula mayri
Новогвинейский каштановый погоныш (лат. Rallicula mayri) — вид птиц из семейства Sarothruridae. Выделяют два подвида, номинативный и carmichaeli.

## Название
Видовое название присвоено в честь американского биолога Эрнста Майра. Подвид carmichaeli назван в честь американского зоолога и психолога доктора Леонарда Кармайкла (1898—1973) (см. en:Leonard Carmichael).

## Распространение
Обитают на Новой Гвинее.

## Описание
Длина тела 20-23 см. Преимущественно рыжевато-каштановое оперение самца сходно с оперением более яркого самца R. rubra, у которого отсутствуют полосы на хвосте. У самки тёмно-каштаново-коричневая спинка и верх крыла с большими охристыми пятнами по краю, что также характерно для самок R. forbesi и R. leucospila, у обеих также есть нечёткие черноватые полосы на брюшке и бёдрах, но представители данного вида значительно тусклее.
Представители подвида carmichaeli более тёмно-коричневые.